# 영조 사 조현명 어필첩
영조 사 조현명 어필첩(英祖 賜 趙顯命御筆帖)은 대한민국 경기도 수원시 영통구에 있는 조선시대의 어필이다. 2018년 4월 30일 경기도의 유형문화재 제327호로 지정되었다.

## 지정사유
영조가 정무와 관련하여 이조판서/우의정이던 조현명에게 내린 어필로 『영조실록』 『승정원일기』의 기록을 증명해주는 가치가 있다. 영종(英宗)/영조(英祖)라는 묘호가 없다거나 ‘주상전하’라고 쓴 것으로 보아 조현명 생존시 첩장된 것으로 학술적, 희귀성의 측면에서 문화재적 가치를 보유하고 있다.

## 참고 자료
- 영조 사 조현명 어필첩 - 국가유산청 국가유산포털